# BMW VI
BMW VI — немецкий авиационный 12-цилиндровый V-образный двигатель жидкостного охлаждения, строившийся в Германии в 1920-е годы. Являлся одним из основных авиационных двигателей Германии в межвоенный период. Разработан на базе 6-цилиндрового двигателя BMW IV, периода Первой мировой войны. Дальнейшим его развитием являлись двигатели BMW VII и BMW IX. Строился по лицензии в СССР под наименованием М-17 и в Японии под наименованием Kawasaki Ha-9.
BMW VI стал первым 12-цилиндровым двигателем, построенным BMW. Конструктивно представлял собой два 6-цилиндровых блока цилиндров от двигателя BMW IV, с развалом блоков в 60° с общим для блоков алюминиевым картером. Газораспределительная система была 2-клапанной с верхним расположением распределительных валов. Двигатель оснащался двойной системой зажигания, с двумя свечами зажигания на цилиндр и двумя магнето Bosch с автоматическим или ручным опережением зажигания. Пуск двигателя обеспечивался инерционным стартером или сжатым воздухом. Система смазки под давлением, обеспечивалась шестеренчатым насосом.
Серийное производство двигателя началось в 1926 году после утверждения проекта. К 1930 году, когда Германии было разрешено конструирование и строительство военных самолетов, было произведено около 1000 двигателей. Это разрешение привело к резкому росту производства двигателя. В 1933 году BMW использовало двигатель для своих первых опытов с системой непосредственного впрыска топлива.
Двигатель считался очень надежным и использовался для многих рекордных и дальних перелетов, таких как трансатлантические с востока на запад в 1930 году и кругосветные в 1932 году, совершенный Вольфгангом фон Гронау в 1932 году на летающей лодке Дорнье Валь с двумя двигателями BMW VI. Данный двигатель также ставился на «Шиненцеппелин».
Всего с 1926 по 1938 годы было произведено около 9200 двигателей BMW VI.
Мощность двигателя 500 л/с.
Выпускался по лицензии в СССР, где сам двигатель и оборудование для его производства оказали сильное влияние на советское авиамоторостроение. Eго советская версия, известная как М-17, массово использовалась, в том числе и на танках.

## Использование на летательных аппаратах
- Albatros L 77
- Arado Ar 64
- Arado Ar 65
- Arado Ar 68
- Arado SSD I
- Dornier Wal
- Dornier Merkur
- Dornier Delphin
- Dornier Do 10
- Dornier Do 14
- Dornier Do 17
- Dornier Do 23
- Focke-Wulf A 29
- Focke-Wulf Fw 42
- Heinkel HE 5
- Heinkel HE 9
- Heinkel He 45
- Heinkel He 51
- Heinkel He 59
- Heinkel He 60
- Heinkel He 70
- Heinkel He 111
- Junkers F.24ko
- Rohrbach Ro IX
- Rohrbach Romar
- ТБ-3
- Р-7
- МБР-2 (опытный экземпляр)
- МДР-2 (АНТ-8)